# خوژنا
خوژنا (به لهستانی:  Hoźna) یک روستا در لهستان است که در گمینا میخاوووو واقع شده‌است.